# Jacques Lizot

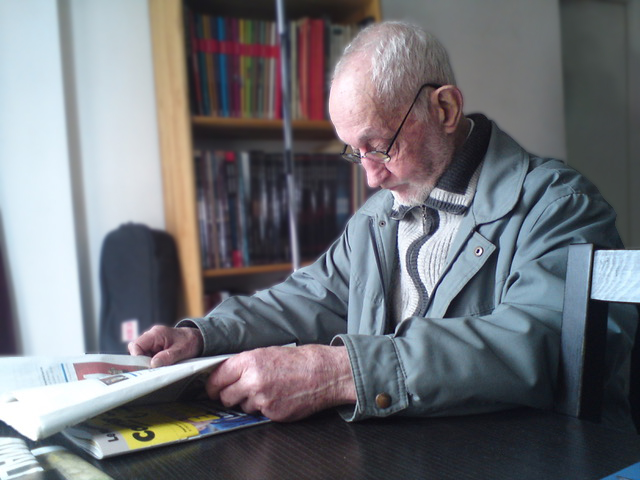
Jacques Lizot

Jacques Lizot, né le 11 février 1938 à Paris et mort le 22 juin 2022 à Salé au Maroc, est un ethnologue français, ancien élève de Claude Lévi-Strauss. 

## Biographie
Après un premier voyage d'observation en Algérie en 1966 où il étudie les structures sociales du village de Metidja, Jacques Lizot part de 1968 à 1970 au Venezuela, dans le cadre d'une mission conjointe entre le CNRS et le CEA. Il étudie plusieurs groupes ethniques du peuple Yanomami dans une région du Haut-Orénoque isolée de la civilisation sud-américaine.
Il s'est opposé à ses confrères nord-américains qui ne percevaient pas la richesse de la vie sociale des Yanomami, qu'ils décrivaient publiquement comme un peuple violent. Ces controverses et sa présence exclusive sur le terrain lui ont causé de fortes inimitiés dans son cercle professionnel .
Dans un ouvrage de 2000, Darkness in Eldorado, le journaliste polémiste Patrick Tierney profère à son encontre des accusations d'abus sexuels sur des adolescents yanomamis, et impute à d'autres anthropologues des pratiques critiquables voire illégales ,. Des enquêtes indépendantes ultérieures démontrent que certaines de ces allégations étaient exagérées, fausses ou diffamatoires, mais n'ont pas remis en cause les faits attribués à Lizot .
En 2003, Jacques Lizot adresse un courriel à l' Association Américaine d'Anthropologie dans lequel il nie en bloc les accusations portées contre lui, dénonce les incohérences et souligne le fait que ses droits à la défense ont été bafoués.
En 2006, un documentaire sur Jacques Lizot "Au delà des apparences" écrit et réalisé par Margarita Cadenas enquête sur la vie du chercheur du CNRS en Amazonie à partir du Haut-Orénoque jusqu'aux villages cévenols, en passant par les hauts lieux parisiens du savoir . Dans ce film documentaire, présenté en avant-première au Collège de France à Paris, des témoins directs parlent de Jacques Lizot.
Ils rapportent tous son expérience unique d'immersion totale durant 24 ans chez les Indiens Yanomami du Haut-Orénoque. Son effort de socialisation dans les communautés qui l'ont accueilli, son apport scientifique et humaniste et ses pratiques professionnelles qui n'ont en rien affecté l'existence de ce groupe ethnique.
Bien au contraire, dans son célèbre livre Le cercle des feux , Jacques Lizot s'applique à restituer à ses lecteurs la réalité des caractéristiques humaines des Yanomami et leur mode de survie dans la jungle. Il offre un récit fidèle et émouvant enrichi de détails, de précisions et d'humour, de la réalité du vécu quotidien de ces Indiens.
Sur place, il aura méthodiquement étudié et appris la langue yanomami. Il publiera en 2004 un dictionnaire Français-Yanomami . Ce sera sa façon à lui de sauver de l'extinction la vie sociale et culturelle de ce modèle d'organisation humaine et de société unique au monde.
Il cède en 2004 son fonds documentaire au Collège de France  puis rejoint le Maroc en 2009 où il achèvera son parcours de vie dans son riad de la ville de Salé.

## Interview
- Les chamans yanomami, 3 avril 1970 (Vidéo Ina. Portrait de l'univers) (en ligne).

## Prix et distinctions
Jacques Lizot remporte en 1976 le prix Estrade-Delcros décerné par l'Académie française pour son ouvrage Le cercle des feux. Faits et dits des Indiens Yanomami .